# Lenn De Smet
Lenn De Smet (12 april 2004) is een Belgisch voetballer die onder contract ligt bij Club Brugge. Hij is de tweelingbroer van Liam De Smet.

## Carrière
De Smet is een jeugdproduct van Club Brugge, waar hij sinds de U11 actief is. Voorheen speelde hij bij VV Volkegem. Hij maakte op 11 december 2020 zijn debuut voor Club NXT, het beloftenelftal van Club Brugge in Eerste klasse B: in de competitiewedstrijd tegen KVC Westerlo viel hij in de 60e minuut in voor Noah Aelterman.

## Clubstatistieken
| Seizoen         | Club            | Land            | Competitie      | Competitie | Competitie | Beker | Beker | Supercup | Supercup | Europees | Europees | Totaal | Totaal |
| Seizoen         | Club            | Land            | Competitie      | Wed.       | Dlp.       | Wed.  | Dlp.  | Wed.     | Dlp.     | Wed.     | Dlp.     | Wed.   | Dlp.   |
| --------------- | --------------- | --------------- | --------------- | ---------- | ---------- | ----- | ----- | -------- | -------- | -------- | -------- | ------ | ------ |
| 2020/21         | Club NXT        | Vlag van België | Eerste klasse B | 6          | 0          | —     | —     | —        | —        | —        | —        | 6      | 0      |
| 2022/23         | Club NXT        | Vlag van België | Eerste klasse B | 15         | 3          | —     | —     | —        | —        | —        | —        | 15     | 3      |
| 2023/24         | Club NXT        | Vlag van België | Eerste klasse B | 10         | 2          | —     | —     | —        | —        | —        | —        | 10     | 2      |
| Carrière totaal | Carrière totaal | Carrière totaal | Carrière totaal | 31         | 4          | 0     | 0     | 0        | 0        | 0        | 0        | 31     | 4      |

Bijgewerkt op 25 april 2021.

## Trivia
- De Smet werd bij zijn debuut voor Club NXT op 11 december 2020 de jongste speler ooit in Eerste klasse B met een leeftijd van 16 jaar, 7 maanden en 29 dagen. Hij nam het record over van zijn ploegmaat Cisse Sandra. In diezelfde wedstrijd verloor hij zijn record echter al aan ploegmaat Mathis Servais (16 jaar en 18 dagen), die later in de wedstrijd inviel.

2 Romero ·
4 Ordóñez ·
8 Tzolis ·
9 Jutglà ·
10 Vetlesen ·
14 Meijer ·
15 Onyedika ·
16 Van den Heuvel ·
17 Vermant ·
19 Nilsson ·
20 Vanaken  · 
21 Skóraś ·
22 Mignolet ·
24 Osuji ·
27 Nielsen ·
29 Jackers ·
30 Jashari ·
41 Siquet ·
44 Mechele ·
55 De Cuyper ·
58 Spileers ·
64 Sabbe ·
65 Seys ·
66 Yameogo ·
67 Et Taïbi ·
68 Talbi ·
71 De Corte ·
84 Campbell ·
87 Furo ·
Coach: Hayen
Assistent-coach: Jonckheere